# Racopilum
Racopilum är ett släkte av bladmossor. Racopilum ingår i familjen Racopilaceae.

## Dottertaxa tillRacopilum, i alfabetisk ordning[1]
- Racopilum africanum
- Racopilum angustistipulaceum
- Racopilum aristatum
- Racopilum ayresii
- Racopilum brevipes
- Racopilum buettneri
- Racopilum capense
- Racopilum cardotii
- Racopilum chevalieri
- Racopilum crassicuspidatum
- Racopilum crinitum
- Racopilum cuspidigerum
- Racopilum ellipticum
- Racopilum epiphyllosum
- Racopilum fernandezianum
- Racopilum ferriei
- Racopilum floridae
- Racopilum francii
- Racopilum gracile
- Racopilum gracillimum
- Racopilum intermedium
- Racopilum laxirete
- Racopilum leptocarpum
- Racopilum leptotapes
- Racopilum macrocarpum
- Racopilum madagassum
- Racopilum magnirete
- Racopilum marginatum
- Racopilum mauritianum
- Racopilum microdictyon
- Racopilum microides
- Racopilum microphyllum
- Racopilum mougeotianum
- Racopilum naumannii
- Racopilum niutensis
- Racopilum orthocarpioides
- Racopilum pacificum
- Racopilum pectinatum
- Racopilum penzigii
- Racopilum perrieri
- Racopilum plicatum
- Racopilum polythrincium
- Racopilum purpurascens
- Racopilum robustum
- Racopilum siamense
- Racopilum spectabile
- Racopilum speluncae
- Racopilum squarrifolium
- Racopilum strumiferum
- Racopilum thomeanum
- Racopilum tomentosum
- Racopilum ugandae
- Racopilum verrucosum